# Lavalette (Hérault)
Lavalette (okzitanisch: La Valeta) ist eine französische Gemeinde mit 55 Einwohnern (Stand: 1. Januar 2022) im Département Hérault in der Region Okzitanien. Sie gehört zum Arrondissement Lodève und zum Kanton Lodève. Die Einwohner werden Lavalettois genannt.

## Lage
Die Gemeinde Lavalette liegt in den südlichen Ausläufern der Cevennen, sieben Kilometer südwestlich von Lodève. Umgeben wird Lavalette von den Nachbargemeinden Lodève im Norden und Nordosten, Olmet-et-Villecun im Osten, Le Puech im Osten und Südosten, Octon im Südosten und Süden sowie Lunas-les-Châteaux im Westen und Nordwesten.

## Bevölkerungsentwicklung
| Jahr                       | 1962 | 1968 | 1975 | 1982 | 1990 | 1999 | 2010 | 2020 |
| Einwohner                  | 35   | 24   | 18   | 40   | 34   | 37   | 57   | 54   |
| Quellen: Cassini und INSEE |      |      |      |      |      |      |      |      |

## Sehenswürdigkeiten
- Kirche Saint-Laurent und Notre-Dame

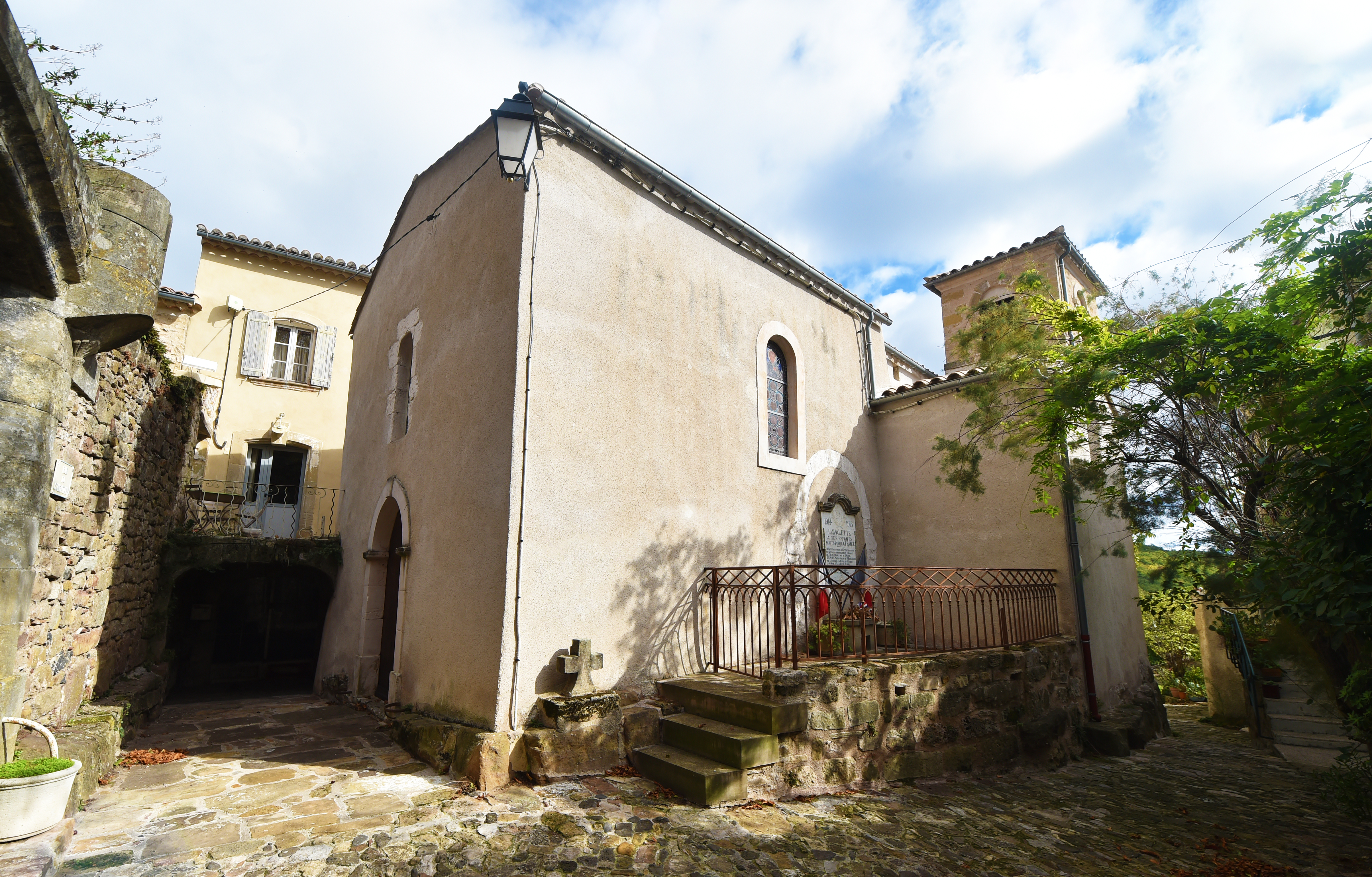
Kirche Saint-Laurent und Notre-Dame

- Schloss Lavalette